# Football Club binchois
Dernière mise à jour : 9 septembre 2011.
Le Football Club binchois est un ancien club de football belge, localisé dans la ville de Binche. Il est fondé au plus tard en 1927, mais on ignore la date exacte, tout comme la date de son affiliation à l'Union belge. Son matricule 207 situerait son affiliation au début des années 1920. Le club en tant que tel disparaît en 1942, lors d'un regroupement de différents clubs de la ville pour former l'actuelle Royale Union sportive binchoise. Avant cette fusion, le club dispute 4 saisons dans les séries nationales, toutes au troisième niveau.

## Résultats dans les divisions nationales
Statistiques clôturées, club disparu

### Bilan
| Niv | Divisions     | Jouées | Titres | TM Up | TM Down |
| --- | ------------- | ------ | ------ | ----- | ------- |
| I   | 1re nationale | 0      | 0      |       |         |
| II  | 2e nationale  | 0      | 0      |       |         |
| III | 3e nationale  | 4      | 0      |       |         |
| IV  | 4e nationale  | 0      | 0      |       |         |
| V   | 5e nationale  | 0      | 0      |       |         |
|     |               |        |        |       |         |
|     | TOTAUX        | 4      | 0      | 0     | 0       |

- TM Up : test-match pour départager des égalités, ou toutes formes de Barrages ou de Tour final pour une montée éventuelle.
- TM Down : test-match pour départager des égalités, ou toutes formes de Barrages ou de Tour final pour le maintien.

### Classements saison par saison
| Ordre             | Saison  | Nom du club                                                         | Niveau                                                              | Classement final                                                    | Remarques                                                           |
| ----------------- | ------- | ------------------------------------------------------------------- | ------------------------------------------------------------------- | ------------------------------------------------------------------- | ------------------------------------------------------------------- |
| 1                 | 1931-32 | FC binchois                                                         | Promotion (D3) série B                                              | 13e/14                                                              | Relégué !                                                           |
| séries régionales |         |                                                                     |                                                                     |                                                                     |                                                                     |
| 2                 | 1933-34 | FC binchois                                                         | Promotion (D3) série B                                              | 14e/14                                                              | Relégué !                                                           |
| séries régionales |         |                                                                     |                                                                     |                                                                     |                                                                     |
| 3                 | 1935-36 | FC binchois                                                         | Promotion (D3) série B                                              | 9e/16                                                               |                                                                     |
| 4                 | 1936-37 | FC binchois                                                         | Promotion (D3) série A                                              | 14e/16                                                              | Relégué !                                                           |
| séries régionales |         |                                                                     |                                                                     |                                                                     |                                                                     |
| X                 | 1942    | Fusion créant l'US binchoise, le matricule du FC binchois disparaît | Fusion créant l'US binchoise, le matricule du FC binchois disparaît | Fusion créant l'US binchoise, le matricule du FC binchois disparaît | Fusion créant l'US binchoise, le matricule du FC binchois disparaît |

### Sources et liens externes
- (nl) « Fiche de l'équipe », sur Belgian Soccer Database